# Leigrijze miersluiper
De leigrijze miersluiper (Myrmotherula schisticolor) is een zangvogel uit de familie Thamnophilidae (miervogels).

## Verspreiding en leefgebied
Deze soort komt voor van Mexico tot Venezuela en Peru en telt drie ondersoorten:
- M. s. schisticolor: van zuidoostelijk Mexico tot westelijk Ecuador.
- M. s. sanctaemartae: noordelijk Colombia en noordelijk Venezuela.
- M. s. interior: van oostelijk Colombia en oostelijk Ecuador tot zuidelijk Peru.

## Status
De grootte van de populatie is in 2022 geschat op 50.000-500.000 volwassen vogels. Op de Rode lijst van de IUCN heeft deze soort de status niet bedreigd.